# Hålkort (poker)

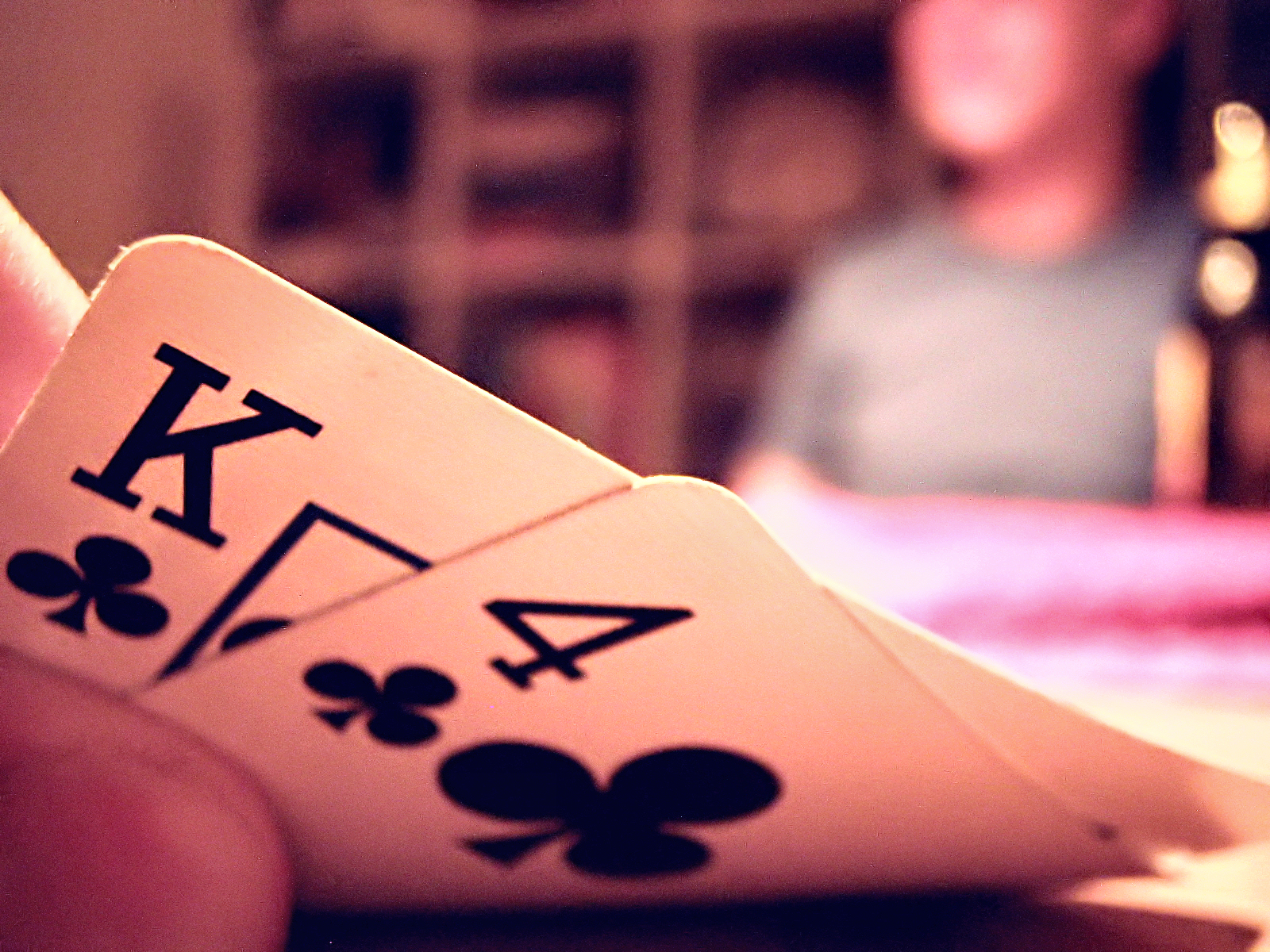
En spelares hålkort i Texas hold'em

Hålkort, eng. hole card eller pocket card, är ett kort som delas ut mörkt till spelarna i början av en giv i Texas hold'em och andra besläktade pokerspel. Med "delas ut mörkt" menas att korten delas ut med baksidan uppåt, så att man inte ser varandras kort. I Texas hold'em ges två hålkort till var och en, i Omaha hold'em ges fyra hålkort. Det gäller sedan att få en bra hand genom att kombinera sina hålkort med de gemensamma kort som läggs på bordet i de senare satsningsrundorna.
En vanlig, oskriven etikettsregel är att aldrig lyfta sina hålkort från bordet (utom när man lägger sig, då slänger man dem med baksidan uppåt i kasthögen). Man tittar då på sina kort genom att lätt böja upp ett hörn eller en kortsida, sedan placerar man dem baksidan uppåt framför sig.